# Inteligentní elektronická zařízení
Inteligentní elektronická zařízení, tzv. IED, zařízení jsou zařízení založené na mikroprocesorové technologii navržená k řízení vybavení elektrické sítě, jako jsou například jističe, transformátory nebo kondenzátorové banky.

## Popis
Zařízení IED získávají data ze sensorů a dalšího vybavení elektrické rozvodné soustavy. Zařízení mohou zadávat příkazy jako je například rozpojení jističe při změně napětí či proudu nebo při zjištění frekvenčních anomálií v rozvodné soustavě. Mezi běžnými typy IED zařízení můžeme najít zařízení chránící relé, řídící jednotky transformátorů, ovladače kondenzátorových bank, napěťové regulátory a podobná zařízení. Toto je obecně řízeno pomocí souboru s nastavením.
Digitální ochranná relé jsou především IED zařízení používající mikroprocesor k vykonávání ochranných, řídících a dalších funkcí. Běžná IED zařízení obsahují 5 až 12 ochranných mechanismů, 5 až 8 řídících funkcí pro ovládání jednotlivých zařízení, funkci pro automatické zavření obvodu, sledování stavu sama sebe a funkce pro komunikaci.
Novější IED zařízení bývají navrženy tak, aby podporovaly standard IEC-61850 pro rozvodné stanice, který poskytuje interoperabilitu a pokročilé komunikační funkce.
Zařízení IED jsou především využity jako moderní alternativa k běžným RTU jednotkám, ovšem na rozdíl od RTU jednotek jsou IED zařízení integrována přímo do zařízení, které ovládají a nabízejí standardizovaný způsob ovládání těchto zařízení, čímž vyžadují méně konfigurace a vyžadují méně kabeláže.
Většina IED zařízení má zabudovanou podporu standardních komunikačních protokolů jako jsou protokoly DNP3, IEC-104 či IEC-61850, čímž mohou komunikovat přímo se SCADA systémy nebo PLC jednotkami stanic elektrických rozvoden.

## Architektura
Samotné IED zařízení může sestávat z několika komponent.

### Externí napájecí zdroj
Starší modely ochranných relé a napěťových regulátorů sice nutně nepotřebovaly externí napájecí zdroj, ale většina IED jednotek potřebuje externí napájecí zdroj poskytující 24 až 250 voltů stejnosměrného proudu nebo 110 až 240 voltů střídavého proudu.

### Analogové vstupy
Ochranná relé a napěťové regulátory vždy poskytují vstupy pro přívod napětí či proudu a také mohou být vybaveny vstupy pro napojení sensorů (např. teplotní sensory).

### Digitální vstupy
Některá IED zařízení vyžadují kontakty bez potenciálu pro své digitální (logické) vstupy, zatímco jiná jsou schopny rozpoznat, zda se jedná o kladné napětí (zdroj) či záporné napětí jako logickou 1. Digitálními vstupy mohou být příkazy stejně jako stavové informace.

### Analogové výstupy
Některá IED zařízení nabízí převodník, např. pro rozsah 4 až 20 mA nebo 0 až 10 V. Povětšinou se jedná o programovatelné vstupy. Tyto výstupy mohou být aktivního nebo pasivního typu. Pasivní typ vyžaduje externí napájení.

### Digitální výstupy
Digitálními výstupy mohou být běžně otevřené kontakty, běžně uzavřené kontakty nebo také pevné kontakty (solid-state). Digitálními výstupy mohou být příkazy stejně jako stavové informace.

### Komunikační rozhraní
Zařízení IED mohou být ovládány pomocí sériového rozhraní RS-485, sítě Ethernet (RJ-45), optickou sítí či dalšími rozhraními. Povětšinou mají tato zařízení i běžný sériový port RS-232 či USB port pro připojení k lokálnímu počítači.

## Funkce
Rozšířená funkcionalita IED zařízení může být rozdělena do následujících skupin: ochrana, řízení, sledování, měření a komunikace.

### Ochrana
Tato funkcionalita pokrývá všechny typy ochrany k ochraně generátoru, motoru či transformátoru.

### Řídící funkce
Do této kategorie spadají řídící smyčky v napěťových regulátorech či řídící logika v jističích.

### Sledování
Každé IED zařízení by mělo mít vlastní zabudované sledování a také externí sledovací rozhraní. Sledování může zahrnovat i sledování sensorických vstupů, například detekce ztráty signálu či napětí.

### Měření
Většina IED zařízení obsahuje měřící obvody pro měření napětí na vodičích (V), proud (A) i napětí (V) v jednotlivých fázích, neutrální proud (A), rezidentuální napětí (V), frekvenci (Hz), výkon (MW, MVAr, MVA) a energii (kWh, KVArh), harmonii, záznamy o rušení, teplotu i analogové kanály. Některá IED zařízení mají i programovatelné výstupy z převodníku.

### Komunikace
IED podporují různé protokoly jako například Modbus RTU, Modbus TCP, PROFIbus a další. Za účelem rozšíření a standardizace vznikl standard IEC-61850.

## Rozhraní pro komunikaci s člověkem (HMI)
Skoro všechna IED zařízení jsou dodávány s tzv. HMI programy. HMI pochází z anglické zkratky Human Machine Interfacing, tedy rozhraní pro komunikaci s člověkem. Jedná se sotwaware pro nastavení zařízení, uvedení zařízení do provozu i diagnostiku chyb. Vyjma tohoto software má většina IED zařízení i klávesnici a displej pro možnost lokálního ovládání zařízení.